# Campeonato Citadino de Porto Alegre 1916
In 1916 werd het zevende Campeonato Citadino de Porto Alegre gespeeld voor voetbalclubs uit de Braziliaanse staat Porto Alegre, de hoofdstad van Rio Grande do Sul. De competities van de LPAF en AFPA fuseerden tot de FSRG (Federação Sportiva Rio Grandense). De competitie werd gespeeld van 30 april tot 29 oktober. Internacional werd kampioen. 

## Eindstand
| Plaats | Club          | Wed. | W | G | V | Saldo | Ptn. |
| ------ | ------------- | ---- | - | - | - | ----- | ---- |
| 1.     | Internacional | 7    | 7 | 0 | 0 | 55:6  | 14   |
| 2.     | Grêmio        | 2    | 0 | 0 | 2 | 3:9   | 0    |
| 3.     | Cruzeiro      | 2    | 0 | 0 | 2 | 2:11  | 0    |
| 4.     | Colombo       | 1    | 0 | 0 | 1 | 0:14  | 0    |
| 5.     | Fussball      | 2    | 0 | 0 | 2 | 1:21  | 0    |

### Kampioen
| Campeonato Citadino de Porto Alegre de 1916 |
| ------------------------------------------- |
| INTERNACIONAL 4º Titel                      |